# Mario Wehrmann
Mario Wehrmann (* 4. Juli 1975) ist ein niederländischer Snookerspieler, der viermal die niederländische Snooker-Meisterschaft gewinnen konnte und des Weiteren zwischen 1992 und 2003 mit einigen Unterbrechungen Profispieler war.

## Karriere
Nachdem er 1990 die niederländische Junioren-Meisterschaft gewonnen hatte, konnte Wehrmann 1992 die niederländische Snooker-Meisterschaft gewinnen. In den folgenden Jahren nahm er vereinzelt an Events des German Open Snooker Ranking sowie an den Dutch Open teil. Nachdem er 1995 zum zweiten Mal niederländischer Meister wurde, nahm er ferner an der Amateurweltmeisterschaft teil, schied aber trotz guter Ergebnisse noch in der Gruppenphase aus. Zwischenzeitlich war er 1992 Profispieler geworden. Seine ersten Profijahre waren aber von schlechten Ergebnissen geprägt. Sein Highlight dieser ersten Jahre war seine Einladung zur Matchroom League 1994. Da Wehrmann auf der Snookerweltrangliste sich bis zu einer Reglementänderung 1997 nur bis auf Platz 264 hochgearbeitet hatte, verlor er danach seinen Profistatus. Die Chance, sich über die WPBSA Qualifying School direkt wieder zu qualifizieren, nahm er nicht wahr. Danach spielte er offiziell auf der Challenge Tour, doch auch hier machte er sich rar. Derweil nahm er mit mäßigem Erfolg an internationalen Meisterschaften teil.
Nichtsdestotrotz wurde er zur Saison 1998/99 wieder Profispieler, doch da seine Ergebnisse weiterhin unterdurchschnittlich waren, verlor er seinen Profistatus nach nur einer Saison wieder. Die nächste Saison verbrachte er wie bereits die Amateursaison zwei Jahre vorher. Allerdings gewann er mit seinem Bruder John die niederländische Doppel-Meisterschaft 2000. Erneut kehrte er aber nach nur einer Saison wieder auf die Profitour zurück, wo er dank schlechter Ergebnisse aber wieder nur eine Spielzeit blieb. 2001 bereits Halbfinalist, gewann er 2002 zum dritten Mal die niederländische Meisterschaft. Auch wenn er bei der Amateurweltmeisterschaft 2002 eher enttäuschte, unternahm er in der Saison 2002/03 seinen vierten Anlauf auf der Profitour, doch seine Ergebnisse waren keinesfalls besser. Dadurch wurde er 2003 wieder zum Amateur degradiert.
In den folgenden Jahren nahm Wehrmann unregelmäßig an wichtigen Amateurturnieren teil, primär an den Dutch Open, seltener auch an der Amateur- und an der Europameisterschaft. 2010 verpasste er bei den EBSA International Play-Off recht knapp eine erneute Qualifikation für die Profitour, 2011 zog er immerhin ins Viertelfinale der niederländischen Meisterschaft ein. Anfang der 2010er Jahre nahm er zudem regelmäßig an den Events der Players Tour Championship teil. Darüber hinaus spielte er für den Snooker Club Neu-Ulm in der deutschen 1. Bundesliga Snooker 2012/13. Zu jener Zeit feierte er nur in den Niederlanden Erfolge, wo er zweimal das Viertelfinale der Dutch Open erreichte und zu den besten Spielern der niederländischen Amateurtour gehörte. 2016 und 2018 gelangen Wehrmann nochmals Viertelfinaleinzüge bei der holländischen Meisterschaft. 2016 wurde er zudem niederländischer Senioren-Meister. 20 Jahre nach seinem letzten Titel konnte er 2022 erneut die nationale Meisterschaft gewinnen. Nach einem Sieg gegen Titelverteidiger René van Rijsbergen im Halbfinale gewann er das Finale mit 5:1 gegen Jack Bruins. Im nächsten Jahr erreichte er die Finalrunde der Europameisterschaft.

## Erfolge (Auswahl)
| Ausgang         | Jahr | Turnier                               | Finalgegner        | Ergebnis |
| --------------- | ---- | ------------------------------------- | ------------------ | -------- |
| Amateurturniere |      |                                       |                    |          |
| Sieger          | 1992 | Niederländische Snooker-Meisterschaft | Raymon Fabrie      | 5:2      |
| Sieger          | 1995 | Niederländische Snooker-Meisterschaft | Reind Duut         | 5:2      |
| Sieger          | 2002 | Niederländische Snooker-Meisterschaft | Rolf de Jong       | 5:1      |
| Zweiter         | 2011 | NSR – Event 1                         | Gerrit bij de Leij | 1:4      |
| Sieger          | 2011 | NSR – Event 4                         | Roy Stolk          | 3:2      |
| Sieger          | 2012 | NSR – Event 4                         | Roy Stolk          | 4:0      |
| Sieger          | 2012 | NSR – Event 7                         | Joris Maas         | 3:0      |
| Sieger          | 2022 | Niederländische Snooker-Meisterschaft | Jack Bruins        | 5:1      |